# 大卫·鲁宾斯坦
大卫·马克·鲁宾斯坦（David Mark Rubenstein，1949年8月11日—）是一位美国律师、商人和慈善家，凯雷集团联合创始人兼联席主席，截至2022年12月净资产32亿美元。
除去商业上的身份外，他还是约翰·肯尼迪表演艺术中心、国家美术馆、外交关系委员会、芝加哥大学董事会等机构的主席。

## 生平
鲁宾斯坦是巴爾的摩一个普通犹太家庭的独生子，父亲是美国邮政局职员，母亲是家庭主妇。他毕业于巴尔的摩城市学院预科高中，之后进入杜克大学，加入Phi Beta Kappa兄弟会，1970年获政治学文学学士学位。1973年，他获芝加哥大学法学院法律博士学位，任《芝加哥大学法律评论》(The University of Chicago Law Review)编辑。
1973年至1975年间，鲁宾斯坦在纽约宝维斯律师事务所执业，1975年至1976年任美国参议院司法委员会宪法修正案小组委员会的首席顾问，也曾是吉米·卡特的国内政策顾问。1987年，鲁宾斯坦与其他人共同创立凯雷集团。

## 个人生活
鲁宾斯坦住在马里兰州贝塞斯达，1983年5月21日与爱丽丝·鲁宾斯坦（原名Alice Nicole Rogoff）结婚，2017年12月8日离婚。
2019年10月，鲁宾斯坦出版他的第一本书《美国故事：历史学大师访谈》（The American Story: Interviews with Master Historians）。他也主持过一些电视节目，如美国公共广播公司的《大卫·鲁宾斯坦谈历史》（History with David Rubenstein）。

## 慈善
他参与了捐赠誓言行动，是首批承诺将自己一半以上财富捐赠给慈善事业的人。

### 艺术
他是一名艺术爱好者，2007年12月用2130万美元买下《大宪章》副本，放在国家档案和记录管理局展出。2011年，他又给档案局捐赠了1350万美元以建立画廊和游客中心。
他向国家美术馆捐赠了1000万美元，用于东楼的翻新和扩建工程，工程于2016年9月竣工。之后，他又在2021年向国家美术馆捐赠了1000万美元。2021年，他成为国家美术馆董事会主席。

### 大学
鲁宾斯坦已向杜克大学捐赠超过1亿美元，2013年至2017年担任该校校董会主席。
鲁宾斯坦于2007年5月31日成为芝加哥大学校董会董事。2010年、2013年、2016年和2019年，他向芝加哥大学法学院提供了总计4600万美元的奖学金，2022年成为校董会主席。
鲁宾斯坦向哈佛大学肯尼迪学院捐赠了6000万美元，也是哈佛全球咨询委员会（Harvard Global Advisory Council）主席、哈佛公司（Harvard Corporation）成员。
鲁宾斯坦也向约翰斯·霍普金斯大学医学院陆续捐赠了至少3000万美元，是该大学校董。

## 荣誉
- 2006年，美国成就学院金盘奖（Golden Plate Award）[27][28]
- 2011年，国家档案基金会成就奖（Records of Achievement Award）[29]
- 2014年，美国文理科学院院士[30]
- 2015年，卡内基慈善奖章（Carnegie Medal of Philanthropy）[31]
- 2017年，林登·约翰逊基金会“人人自由与正义奖”（Liberty & Justice for All Award）[32]
- 2018年，达特茅斯学院荣誉学位[33]
- 2019年，杜克大学大学奖章（University Medal）[34]
- 2019年，华盛顿哈佛俱乐部公共服务奖[35]
- 2019年，布朗大学荣誉学位[36]
- 2019年，美国哲学会院士[37]